# 八仙与跳蚤
《八仙与跳蚤》是一部中国上海美术电影制片厂制作的剪纸动画作品。

## 剧情简介
影片讲述八仙过东海时，龙王试图阻止，八仙合力将龙王拿下，龙王化作龙舟送八仙渡海，到达蓬莱。上岸后，八仙在一家酒店休息时，一枚跳蚤蹦了出来，搅得八仙不得安宁。众仙大怒，拿出各种法宝招呼跳蚤，把旅店搅了个天翻地覆，但是跳蚤依然安然无恙。正当八仙望着跳蚤无奈之时，吵闹声惊扰了店小二。只见店小二将跳蚤拿在手心，轻轻一捏，即降服跳蚤。八仙见后，不由得惊奇万分.......

## 寓意
八仙过海时制服了威力强大的巨龙，住店后却捉不住小小跳蚤，反而在凡人面前出了丑。寓意把简单的问题复杂化，往往会让事情更加复杂。

## 制作团队
- 摄影：耿康
- 绘制：屠杏花
- 录音：詹磊
- 剪辑：强小柏
- 拟音：张元浩
- 作曲：郑方
- 制片：张荷芬
- 编剧：韩羽 詹同
- 造型设计：马得 陈汝勤
- 背景设计：刘微 沈同春
- 动作设计：徐坚平 朱淑琴 姜菊芬